# 조앤 딜런
무치 공작부인 조안 드 노아유(Joan de Noailles, 1935년 1월 31일 ~ )는 미국에서 태어난 프랑스의 공작부인으로, 룩셈부르크 대공국의 지배자가 된 최초의 평민이다.